# Дикамбаева, Динара Батырхановна
Динара Дикамбаева (каз. Динара Дикамбаева, род. 11 мая 1982, Алма-Ата) — казахстанская хоккеистка, нападающая. Участница зимних Олимпийских игр 2002 года, чемпионка зимних Азиатских игр 2003 года, бронзовый призёр зимних Азиатских игр 1999 года.

## Биография
Динара Дикамбаева родилась 11 мая 1982 года в Алма-Ате (сейчас в Казахстане).
Играла в хоккей с шайбой за ЦСКА из Алма-Аты.
В сезоне-1998/99 в составе сборной Казахстана, выступавшей вне конкурса, играла в чемпионате России. Казахстанки заняли 4-е место, Дикамбаева провела 10 матчей, набрала 3 (2+1) очка.
В составе сборной Казахстана трижды участвовала в чемпионатах мира. В 2000 году завоевала золотую медаль первого дивизиона, проведя 5 матчей на турнире. В 2001 году в высшем дивизионе набрала в 5 матчах 3 (2+1) очка. В 2003 году стала серебряным призёром первого дивизиона, в 5 матчах на счету Дикамбаевой 2 голевых передачи. Была единственной казашкой среди 50 спортсменов, входивших в олимпийскую делегацию Казахстана.
В феврале 2001 года провела все 3 матча квалификационного олимпийского турнира, не набрав очков.
В 2002 году вошла в состав женской сборной Казахстана по хоккею с шайбой на зимних Олимпийских играх в Солт-Лейк-Сити, занявшей 8-е место. Играла на позиции нападающего, провела 5 матчей, шайб не забрасывала.
Дважды завоёвывала медали хоккейных турниров зимних Азиатских игр — в 1999 году в Кангвоне выиграла бронзовую медаль, в 2003 году в Аомори — золотую.